# European Law Reporter
Der European Law Reporter (ELR) ist eine ehemalige etablierte juristische Fachzeitschrift, die sich den Entwicklungen im Europarecht und im EWR-Recht widmet. Diese wurde im Jahr 1998 erstmals herausgebracht und erschien alle zwei Monate bis zur Ausgabe 07/2016. Im ELR werden Artikel, Urteilsbesprechungen und Rezensionen mit einem Fokus auf die aktuelle Rechtsprechung des Gerichtshofes der Europäischen Union, des EFTA-Gerichtshofes und des Europäischen Gerichtshofes für Menschenrechte veröffentlicht. Außerdem finden sich im ELR regelmäßig Besprechungen nationaler höchstgerichtlicher Entscheidungen von europaweiter Bedeutung.  Die Beiträge erscheinen auf Deutsch oder Englisch.
Die Zusammenfassung der wichtigsten Urteile der Woche (Summaries of the Week) sowie die  Zitate der Woche (Wordsmithery) sind – außerhalb der Printausgabe –– auch über Facebook sowie Twitter zugänglich.

## Inhalt
Unter anderem werden folgende Themen behandelt:
- Die vier Grundfreiheiten
- Wettbewerbsrecht
- Beihilfenrecht
- Immaterialgüterrecht
- Glücksspielrecht
- Konsumentenschutz
- Kollisionsrecht
- Die Wirtschafts- und Währungsunion
- Verfahrensrecht

Der ELR enthält ebenso die folgenden Rubriken:
- In Kürze / In Brief – Eine Auswahl der aktuellen europäischen Rechtsprechung
- Wordsmithery – Das Zitat der Woche

## Zitierweise
Beiträge aus dem ELR werden folgendermaßen zitiert:
- ELR [Jahr], [Seite]
- [Autor], [Aufsatztitel], ELR [Jahr] [Beginnseite]